# トロルトゥンガ

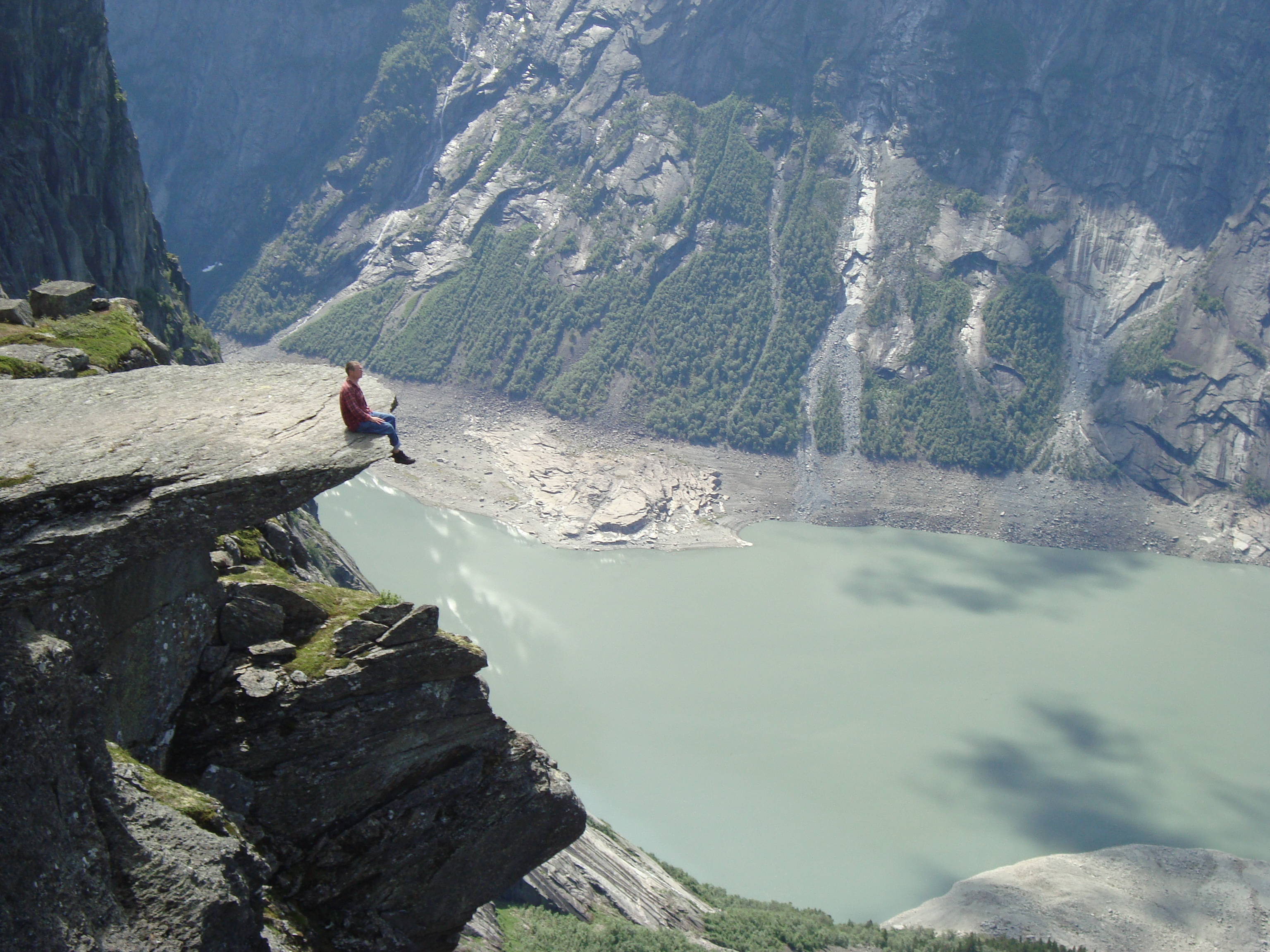
トロルトゥンガの先端に座る人

トロルトゥンガ（Trolltunga、トロールの舌）は、ノルウェーヴェストラン県オッダの北東にあるダム湖 (the lake Ringedalsvatnet)の北側の高さ約700メートルの山の崖から水平に突き出た岩塊である。崖は、ハルダンゲル・フィヨルドから分岐するフィヨルド (Sørfjorden) の沿岸にあるチッセダル村の10km東方の地区 (Skjeggedal) の東に位置する。英語ではトロールの舌 (The Troll's tongue) と訳される。

## 形成
崖は先カンブリア時代の基盤岩の一部で、氷河の先端が崖に到達した約1万年前の氷期に形成された。氷河の水は山の割れ目を凍結させ、その結果大きな角ばった岩の塊をへし折り、塊は氷河の流れと共にその場から持ち去られた。片麻岩の崖に沿って、深い亀裂が引き続き存在する。トロルトゥンガへの登山道もまた、片麻岩を含む削られた滑りやすい基盤岩の上を通る。

## アクセス
トロルトゥンガは、西部ノルウェーのヴェストラン県オッダの町の中心部より17キロメートルに位置し、6月中旬から9月中旬ごろまで登山ができる。ノルウェーで首都に次ぐ人口を持つベルゲン市からは、高速道路を使っておよそ190キロメートルの距離がある。国道13号から現地に到達するために、ハルダンゲルビダ国立公園の方角へ渓谷の奥へ向かってチッセダルで東へ転じ、およそ7キロ先の登山口まで、狭いが比較的良い道を行く。現地への道は、ダムの近くにある駐車施設の海抜443メートルのところで終わる。そこには運転されていないトロリーカーのふもと駅があり、登山道はレールの右脇に設置されている吹き抜け階段を登るところから始まる。山上駅まで最初の1.5キロ、約410メートル上がる急な昇りがある。ここでは僅かに宙に浮いている軌道面を登り、出発点から4キロ地点の海抜1183メートルまで、そこからさらに330メートルを登る。
次の区間は、ダム湖と西の遠方のフォルゲフォンナ氷河を眺めながら中間地点に向かって緩やかに下る。周囲には小さな植物や花の典型的な山岳の植生が広がり、1900年代初頭の電源開発の建設作業に使われた馬のための厩舎の石レンガの残骸が残されている。さらに道は乾燥した川の上に続く。川を横切り、行程の最も高い標高1214メートルの地点まで急傾斜が続く。この川の下には、落差300メートルの2つの大瀑布があり、1967年に2つの滝の上流に導水管が設置されるまでは、ノルウェー最大規模のものであった。現在は導水管によって上流の水はダムの下流に迂回されている。道は氷河によって形成された甌穴群の中を抜け、最後にトロルトゥンガに到達する。
ダム湖の周辺には、他にも重要な地質学的特徴があり、30分ほど南に歩くと『説教壇』の意味を持つ切り立った崖がある。トロルトゥンガへの登山は、およそ900メートルの高低差と往復22キロメートルの道のりで、8から10時間を要する。1日につき最高500人の登山客が訪れ、コースと奇岩への人気は近年増加している。
米国のインターネット誌は、自分撮りを撮影することができる世界一の印象的な場所と発表した。

## 安全性
何千もの観光客が夏の4か月の間にトロルトゥンガを訪問するが、安全のための手すりは、崖の自然の美しさを害しないようにとの配慮から崖の端には設けられていない。

## 天候
フィヨルドに沿って、温暖で多湿の沿岸気候となっている。

## 周囲の風景
崖はハルダンゲル地域の谷を見渡せ、崖を囲んでいる山は、最高1500メートルの高さに達する。丘の頂上のいくつかには、湖が点在する平地がある。

## ギャラリー

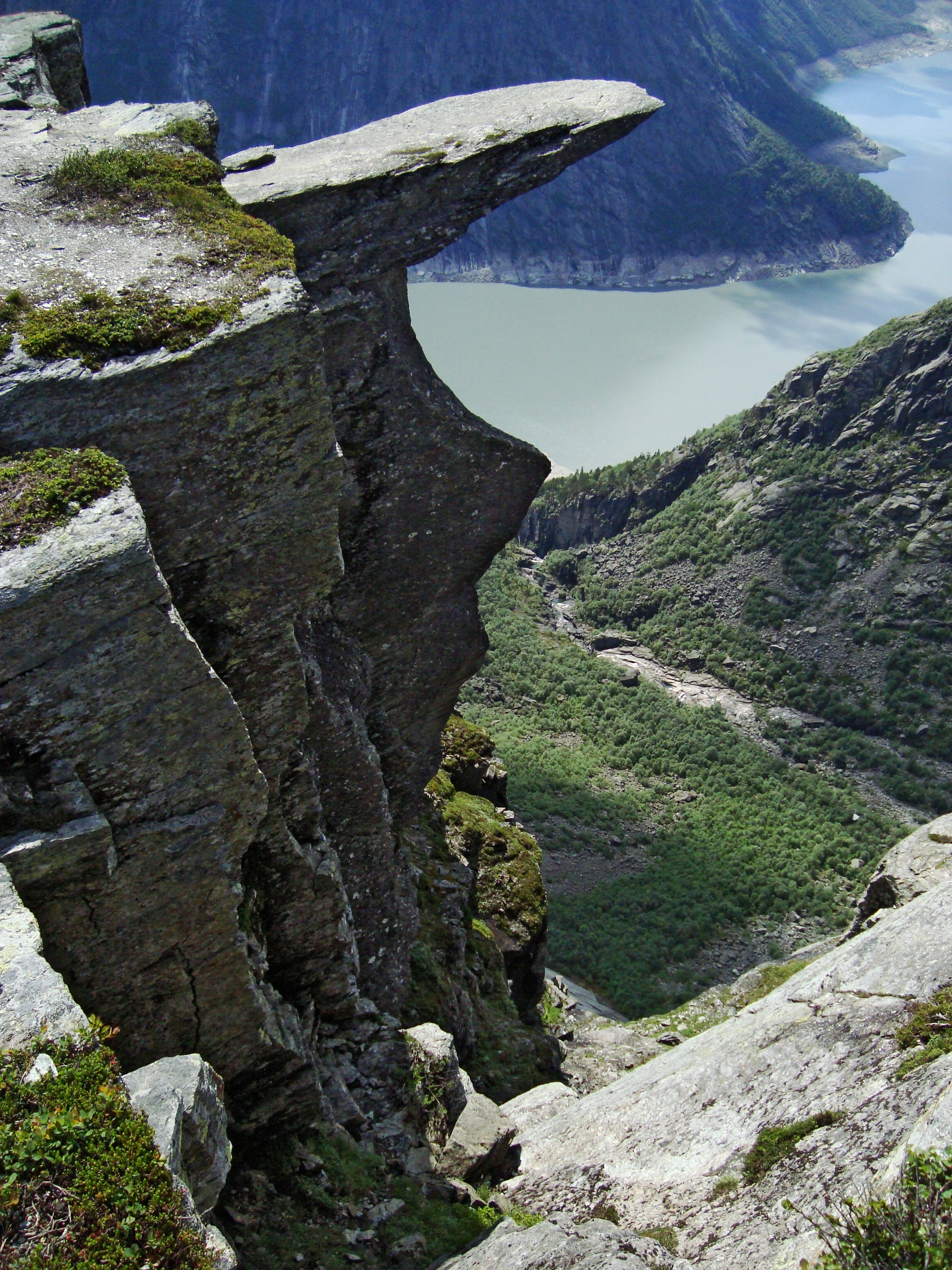
トロルトゥンガ
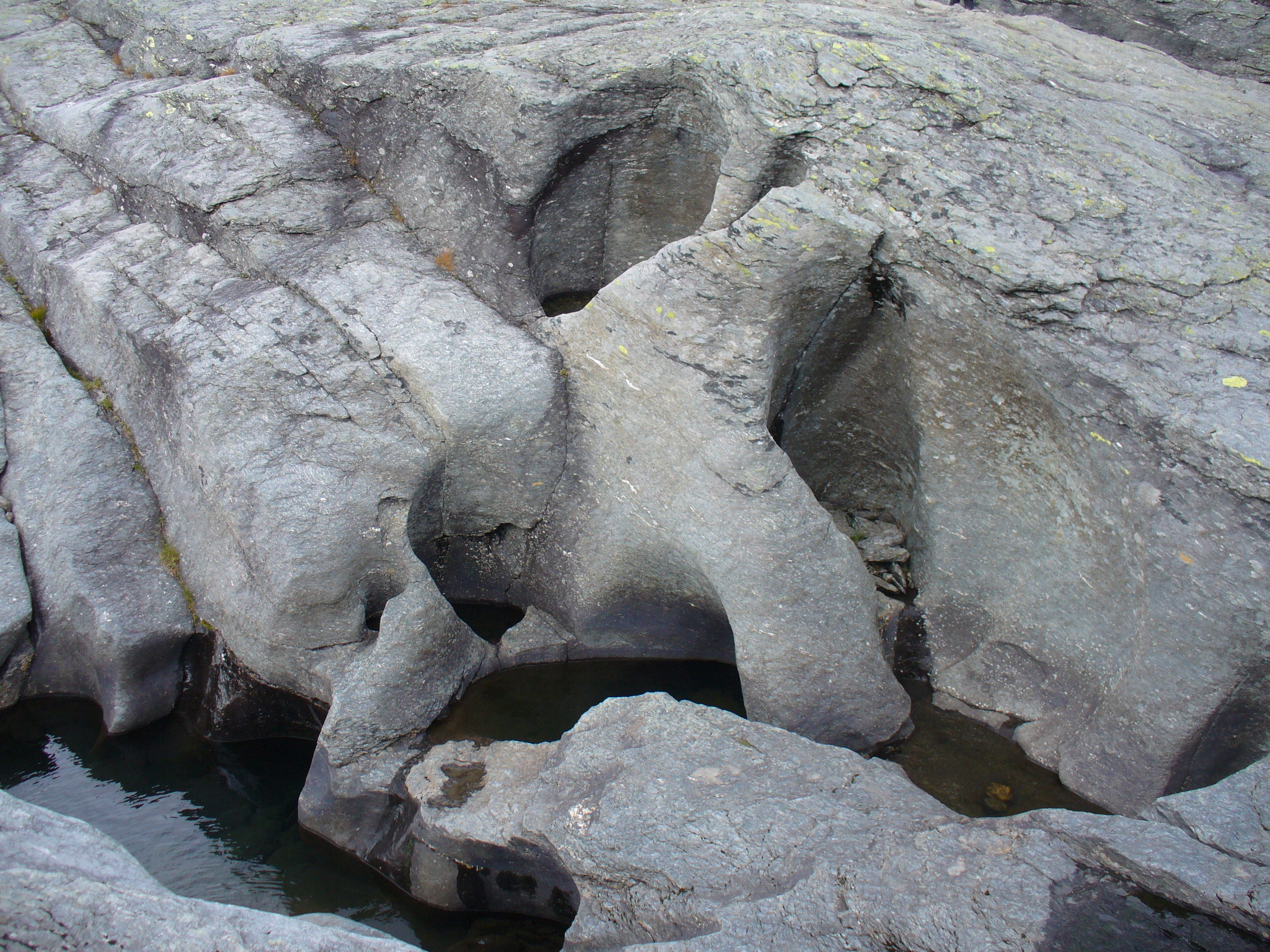
トロルトゥンガ付近にある氷河による浸蝕で出来た甌穴（おうけつ）
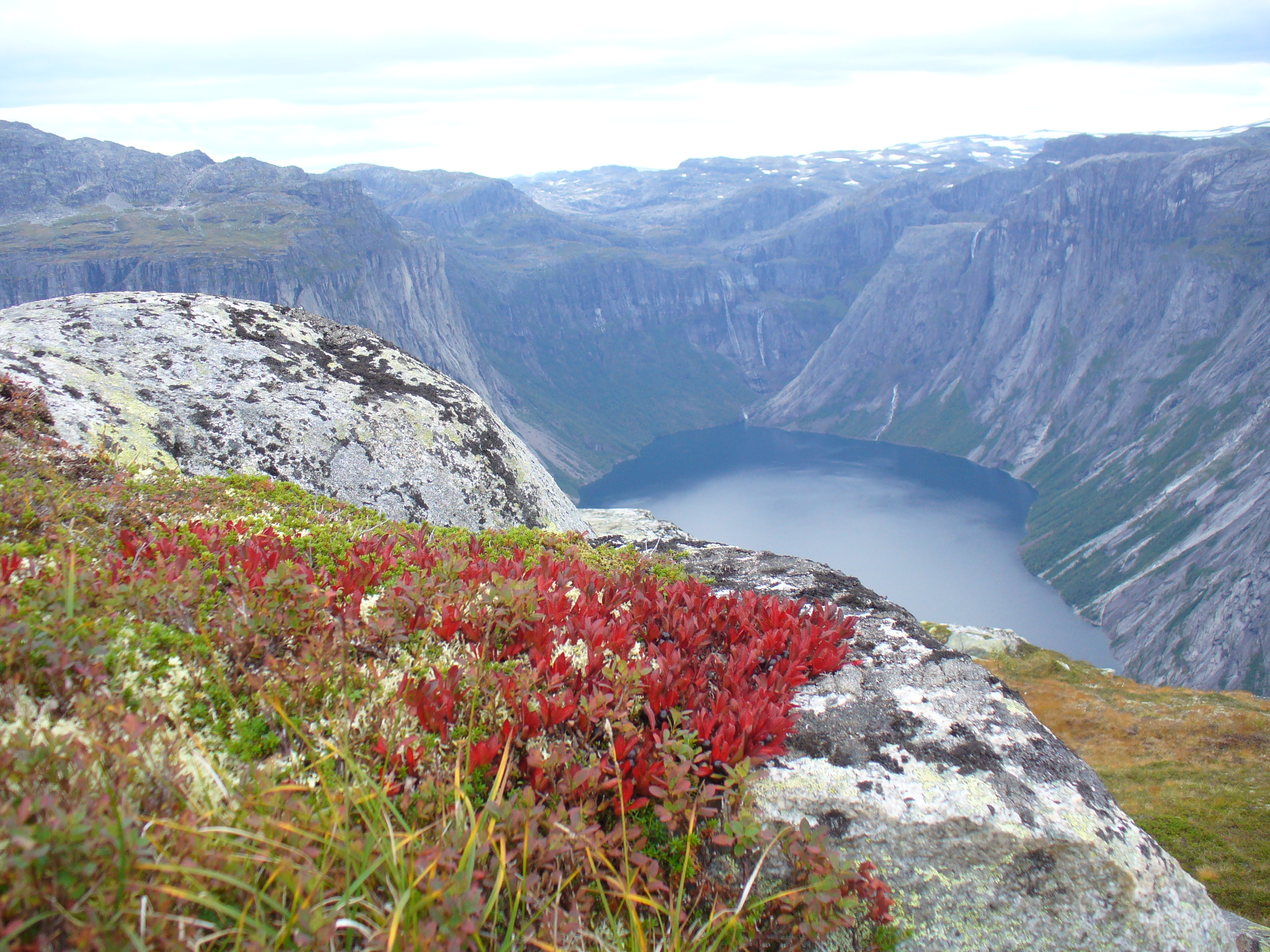
岩に貼り付くように生える高山植物
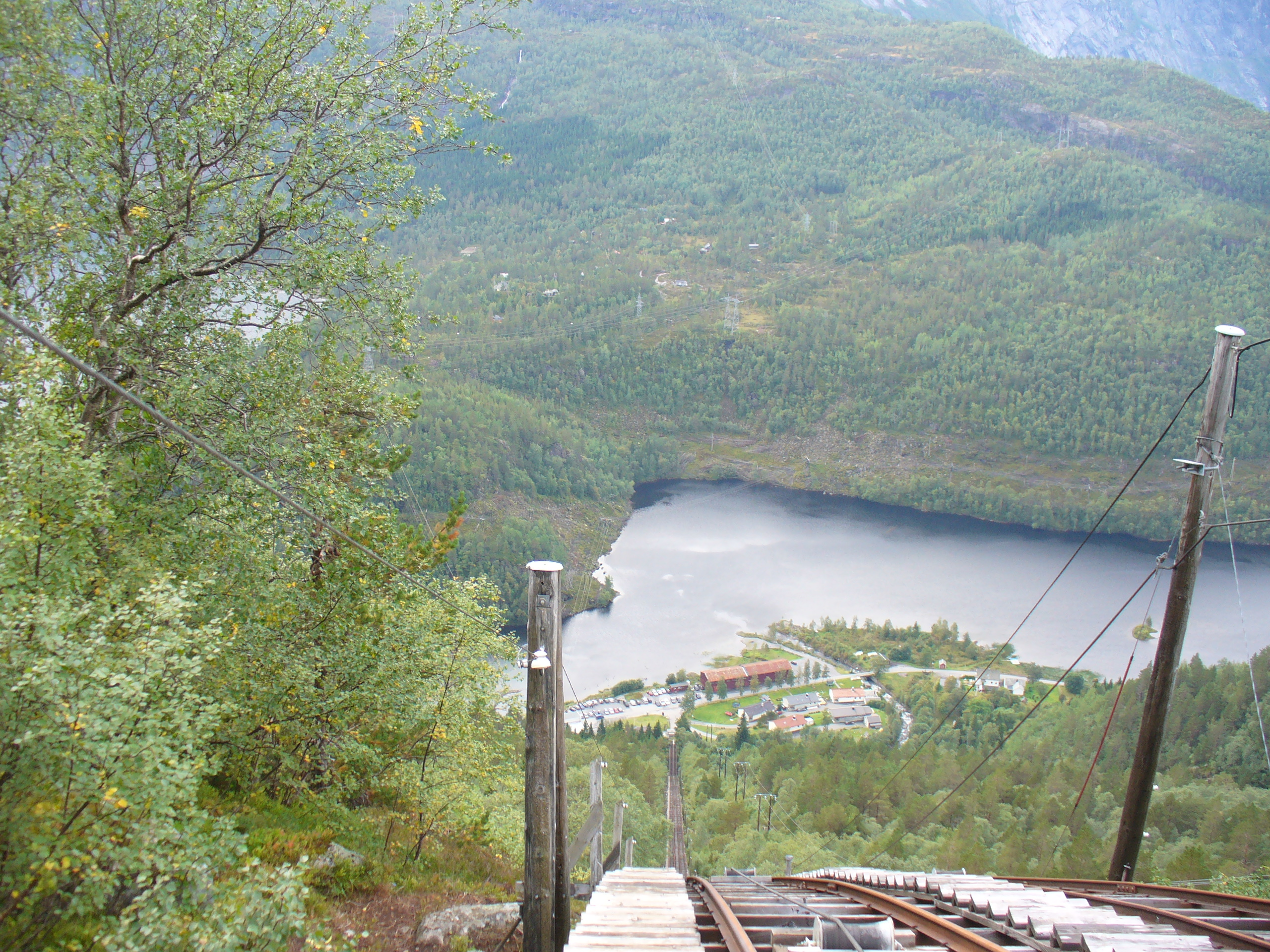
運休中のトロリー
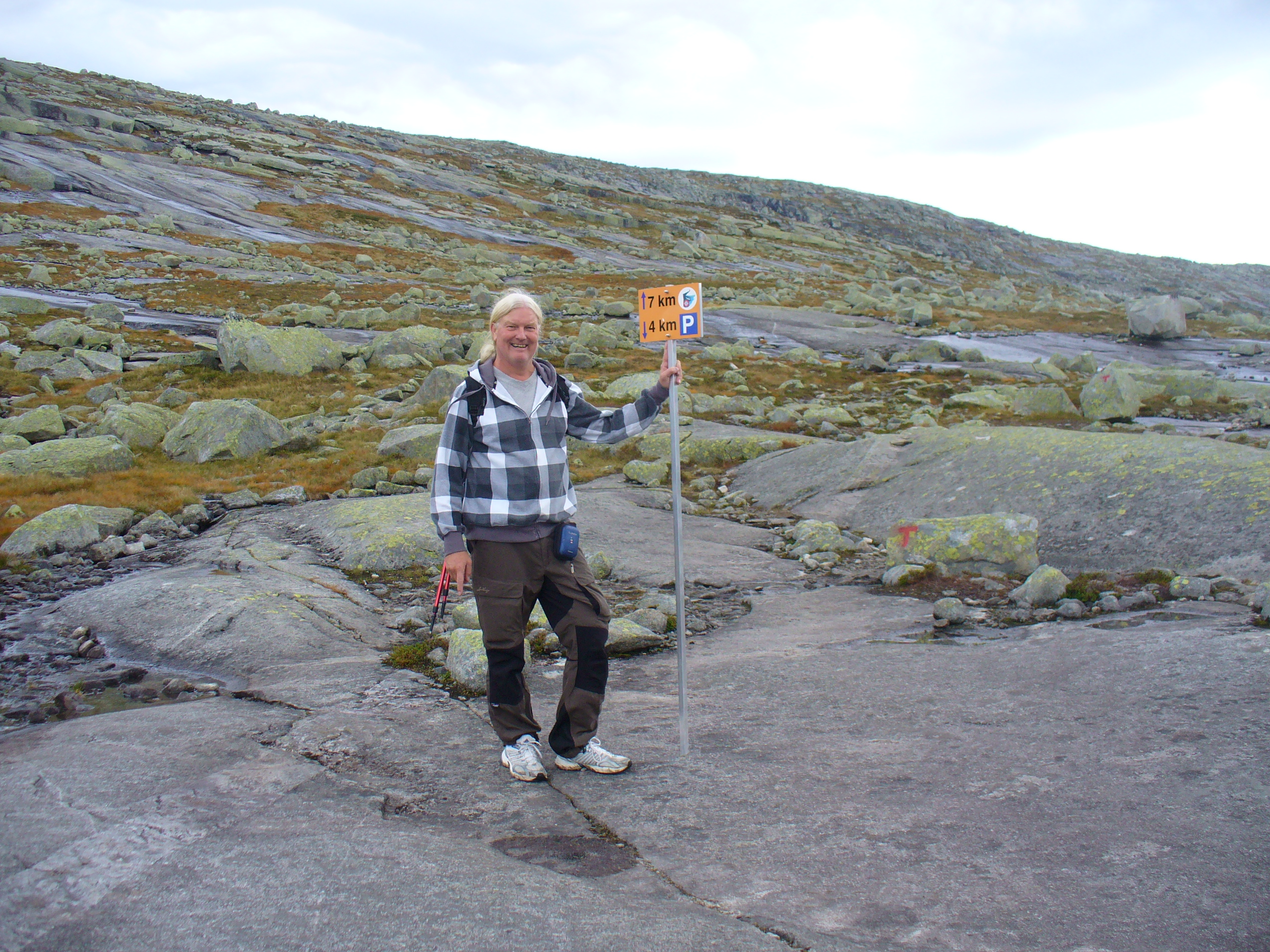
登山道は滑りやすい岩の上を行く